# Una nueva noche fría
«Una nueva noche fría» es una canción de la banda Callejeros que fue publicada en marzo del año 2003 y forma parte del álbum Presión. Su versión en vivo fue tomada de Obras 2004 en directo, álbum en vivo publicado en 2008.

## Lanzamiento y repercusión
Publicada en el año 2003 por la discográfica Pelo Music Group, el sencillo promocional formó parte del álbum Presión, fue catalogada como "el hit del momento". Según los medios, el sencillo fue uno de los que impulsó el reconocimiento masivo de la banda en el año 2003. El sencillo en vivo grabado para el álbum Obras 2004 en directo fue lanzado en el año 2017 por Pelo Music y logró más de 105 millones de visualizaciones en YouTube. En 2023, Rolling Stone la ubicó en el puesto número 43° de las 300 canciones más importantes de rock argentino del siglo XXI.

## El sencillo
La letra toca los temas de tristeza, soledad y desesperación, centrándose en la no comprensión con patologías como depresión, apatía.En batería, Eduardo Vázquez inicia el tema con golpes de bombo, en conjunto con los guitarristas Maximiliano Djerfy y Christian Torrejón con tonos de intro hasta que Patricio Fontanet comienza a cantar.

## Premios y nominaciones
Premios Carlos Gardel
| Año  | Categoría       | Trabajo                | Resultado | Ref.  |
| ---- | --------------- | ---------------------- | --------- | ----- |
| 2005 | Canción del año | «Una nueva noche fría» | Nominado  | [ 9 ] |